# 查氏蚁鵙
查氏蚁鵙（学名：Thamnophilus zarumae）是蚁鵙科蚁鵙属的一种，发现于厄瓜多尔和秘鲁。
查氏蚁鵙的自然栖息地为亚热带或热带的干燥森林。